# South Ealing (stanice metra v Londýně)
South Ealing je stanice metra v Londýně, otevřená 1. května 1883. Elektrifikace proběhla v letech 1903–1905. Autobusové spojení zajišťuje linka 65. Stanice se nachází v přepravní zóně 3 a leží na lince:
- Piccadilly Line mezi stanicemi Northfields a Acton Town.

V minulosti se stanice nacházela na lince District Line.
| Rok  | Počet cestujících |
| ---- | ----------------- |
| 2011 | 3,32 mil.         |
| 2012 | 3,31 mil.         |
| 2013 | 3,48 mil.         |
| 2014 | 3,70 mil.         |